# Barracão (Paraná)

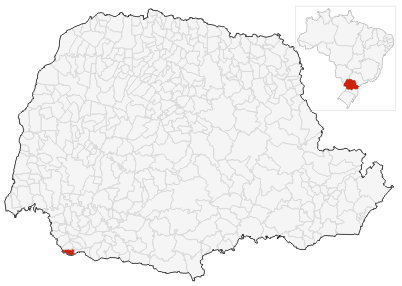

Barracão este un oraș în Paraná (PR), Brazilia.